# День восьми миллиардов
День восьми́ миллиа́рдов (8:00 по UTC 15 ноября 2022 года) — расчётный день, определённый Организацией Объединённых Наций (ООН), когда население Земли достигло восьми миллиардов человек. Следует за Днём семи миллиардов (31 октября 2011 года) и Днём шести миллиардов (12 октября 1999 года).

## История
11 июля 2022 года, во Всемирный день народонаселения, Департаментом по экономическим и социальным вопросам ООН был опубликован доклад World Population Prospect 2022, согласно которому численность населения Земли должна была превысить 8 миллиардов 15 ноября 2022 года.

## Восьмимиллиардный житель
Первые сообщения о появлении на свет восьмимиллиардного жителя планеты были опубликованы 15 ноября 2022 года. При этом различные СМИ называют разные версии того, кто именно стал долгожданным новорождённым. GMA News сообщила, что восьмимиллиардного жителя символизирует девочка, родившаяся в столице Филиппин городе Манила в 1:29 по местному времени. ТАСС написало, что восьмимиллиардным жителем стала девочка, появившаяся на свет в армянском городе Мартуни, сославшись при этом на слова губернатора Гегаркуникской области Армении, даже заявившего, что данный факт был подтверждён и опубликован ЮНИСЕФ. На следующий день CBS назвала восьмимиллиардным гражданином Земли девочку, родившуюся в Доминиканской Республике.

## Предпосылки
Увеличение численности населения мира до 8 миллиардов человек в 2022 году, по сравнению с пятью миллиардами в 1987 году, шестью миллиардами в 1999 году и семью миллиардами в 2011 году, отражает положительные изменения в таких областях, как глобальное здравоохранение и искоренение нищеты. Значительное сокращение глобальных показателей младенческой и материнской смертности, особенно в XXI веке, привело к резкому увеличению ожидаемой продолжительности жизни в мире — и, следовательно, увеличению численности населения в целом.
Более трети населения приходится на Китай и Индию. По оценке ООН, в Китае живёт 17,9 % населения Земли (1,43 миллиарда человек), а в Индии — 17,8 % (1,42 миллиарда).

## Перспективы
На фоне глобальных проблем, таких как изменение климата и пандемия COVID-19 несколько исследователей, в том числе Дэвид Аттенборо, выразили обеспокоенность по поводу будущего планеты и её жителей по мере роста населения. На протяжении нескольких веков опасения по поводу перенаселения часто ссылались на теорию учёного XVIII века Томаса Мальтуса, который предсказал, что рост человечества будет опережать его способность обеспечивать себя ресурсами. Также снижение рождаемости характеризуется как потенциальный предвестник демографической катастрофы. Однако эксперты по демографии оспорили эти теории, подчеркнув разнообразие демографических тенденций в странах и маловероятность каких-либо сценариев подобного конца света.
Если динамика роста численности не претерпит разительных изменений, то рубеж в 9 миллиардов человек будет преодолён примерно к 2037 году, а в 10 миллиардов — к 2058. В целом, по прогнозам Департамента по экономическим и социальным вопросам ООН, население планеты продолжит расти, потенциально достигнув пика в 10,4 миллиарда человек в 2080-х годах.
По прогнозам, уже в 2023 году Индия станет самой многонаселённой страной мира, обогнав Китай. ООН обращает внимание на то, что темпы роста мирового населения в последнее время замедляются. А население более 60 стран сократится минимум на 1 % до 2050 года из-за устойчиво низкого уровня рождаемости и, в некоторых случаях, высокого уровня эмиграции.

## Прогнозы численности населения

### Прогнозы ООН

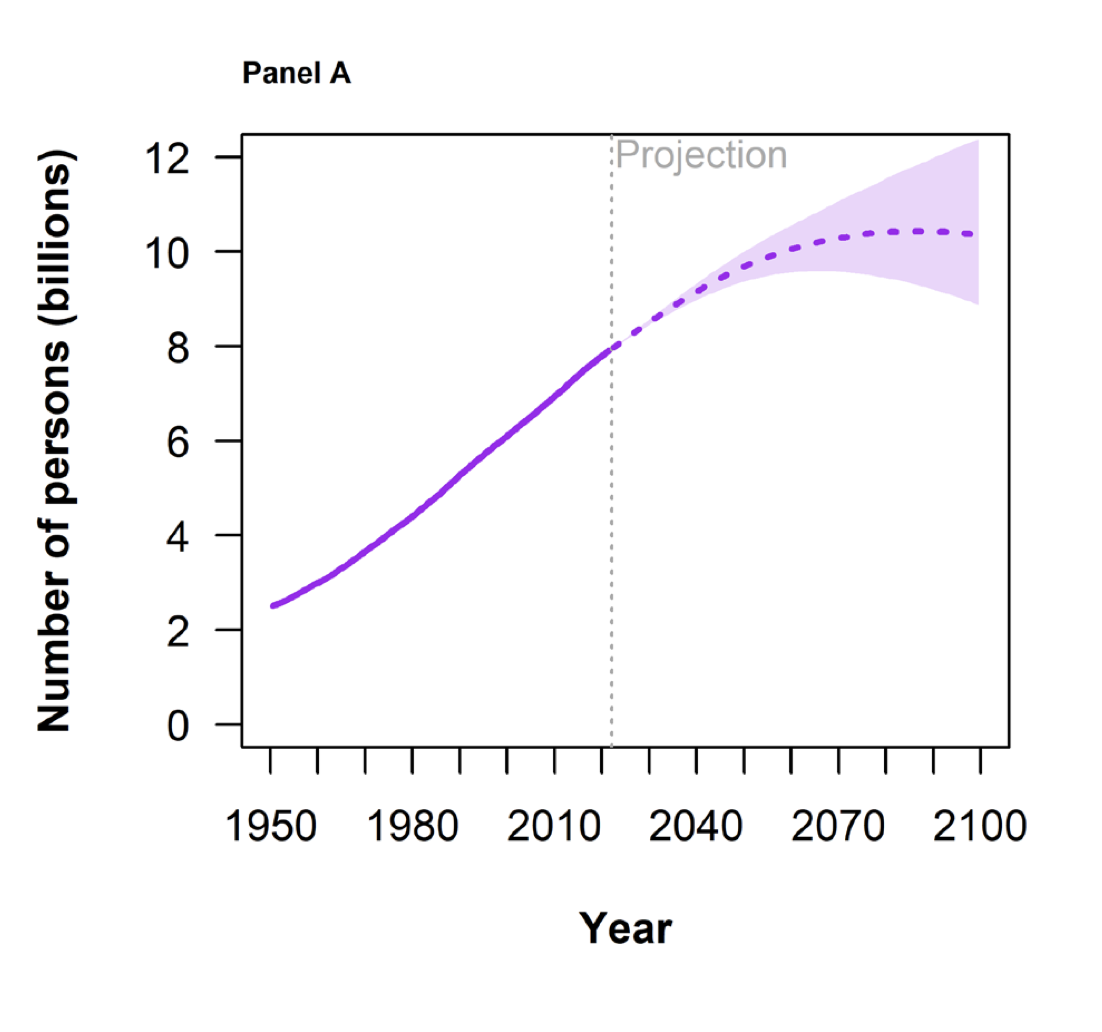
Численность населения Земли, оценки (1950—2022 гг) и средний сценарий с 95 % интервалом прогнозирования, 2022—2100 гг. Источник: UNDESA World Population Prospects 2022

Различные модели прогноза численности населения Земли до конца XXI века

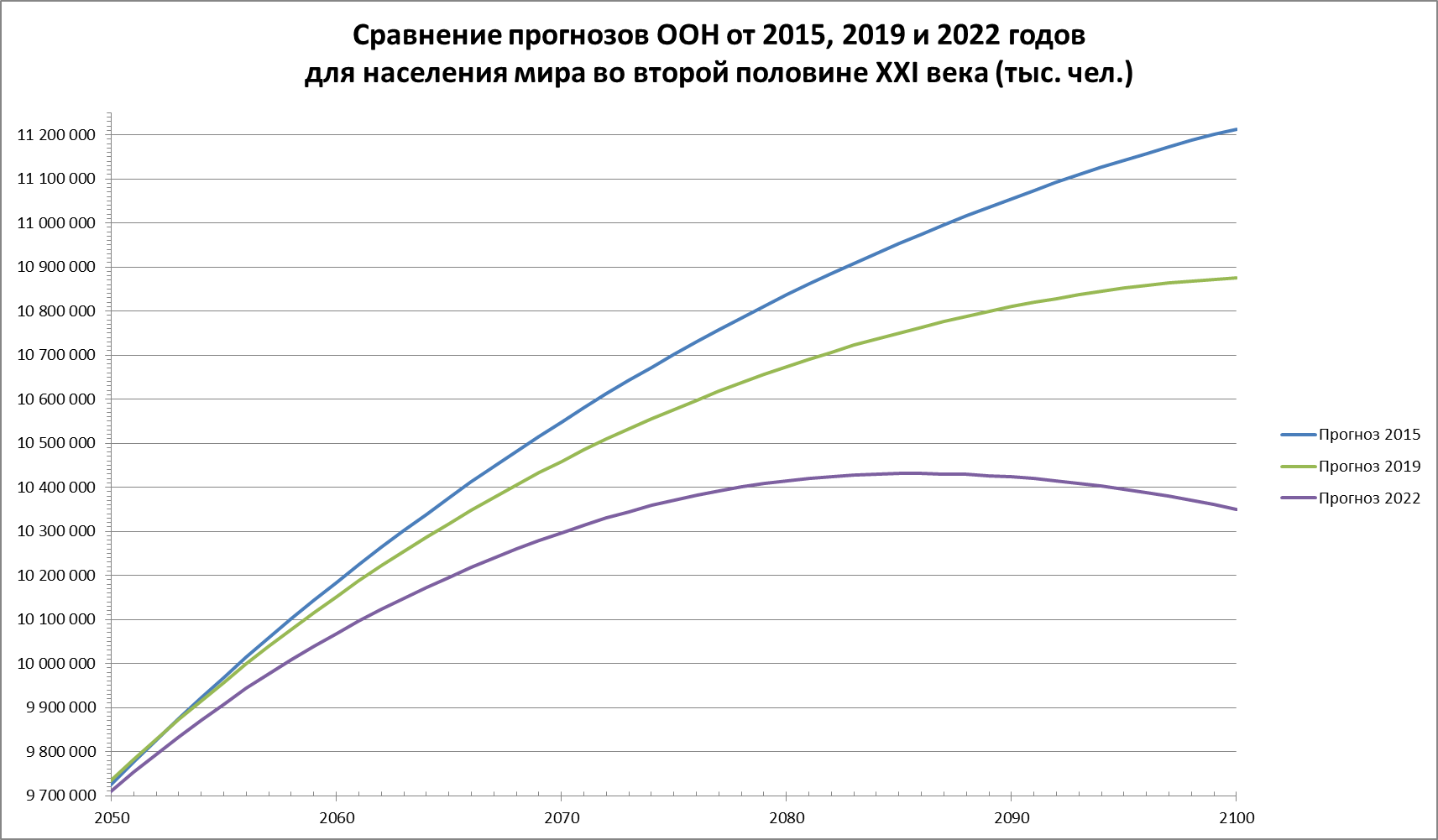
Сравнение прогнозов ООН от 2015, 2019 и 2022 годов для населения Земли на вторую половину XXI века

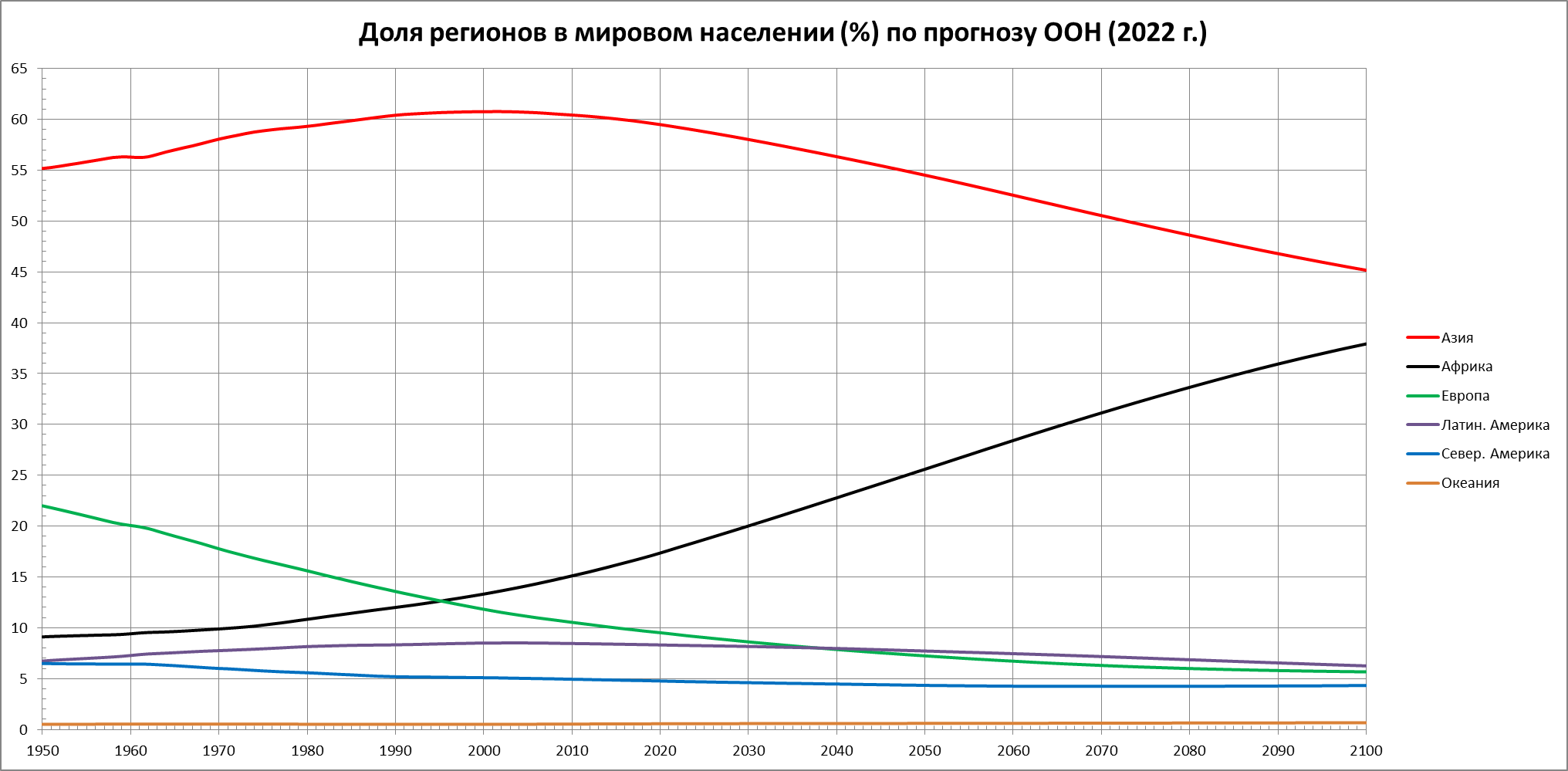
Изменение доли регионов в мировом населении в 1950—2100 годах согласно прогнозу ООН 2022 года

Прогноз ООН 2022 года, опубликованный 11 июля, учитывает последствия пандемии COVID-19, вторжение России на Украину в рамках российско-украинской войны, а также данные новейших переписей населения (в том числе в Китае в 2020 году) и содержит следующие положения:
- согласно оценке на 1 июля 2022 года население Земли составляет 7975 млн человек, в том числе в Азии — 4723 млн, в Африке — 1427 млн, в Латинской Америке и Карибском бассейне — 660 млн, в Европе — 744 млн, в Северной Америке — 377 млн, в Австралии и Океании — 45 млн.
- 15 ноября 2022 года население планеты достигло 8 миллиардов человек. Ожидается, что население Земли вырастет до 9 миллиардов к 2037 году и до 10 миллиардов к 2058 году. В дальнейшем будет наблюдаться значительное снижение темпов роста населения. Если в 1963 году прирост населения Земли составил 2,3 %, то к 2022 году он снизился до 0,8 %, и, как ожидается к 2060 году уменьшится до 0,3 %, а в 2075 году — до 0,1 %.
- Прогнозируется, что в целом население планеты будет расти до 2086 года и достигнет 10,43 миллиарда человек, причём прирост этот будет обеспечиваться в основном странами Африки южнее Сахары. Население этих стран увеличится с 1,2 млрд в 2022 году до 2,1 млрд к 2050 году и до 3,44 млрд к 2100 году.
- Согласно прогнозу, в 2100 году в мире будет проживать 10,36 млрд чел., в том числе в Азии — 4,7 млрд, в Африке — 3,9 млрд, в Латинской Америке и Карибском бассейне — 647 млн, в Европе — 587 млн, в Северной Америке — 448 млн, в Австралии и Океании — 69 млн. Таким образом, прогноз ООН 2022 года прогнозирует уже начало снижения населения Земли в конце XXI века в сравнении с более ранними прогнозами (в прогнозах 2015 и 2019 годов предполагалось, что население Земли будет расти в течение всего XXI века).
- Причинами снижения темпов роста и перехода к снижению населения Земли являются урбанизация, старение населения планеты и снижение рождаемости. В 1950 году медианный возраст населения Земли (делящий население на две равные части — младше и старше данного возраста) составлял 22 года, в 2022 году увеличился до 30 лет, а в 2100 году, как ожидается, он достигнет отметки в 42 года. Как ожидается, в 2100 году население будет наиболее старым в таких странах как Албания (медианный возраст — 63 года), Южная Корея (59 лет), Китай (57 лет), а наиболее молодым — в Нигере (30 лет) и Чаде (32 года). Прогнозируется, что доля пожилых людей старше 65 лет в мировом населении увеличится с 9,8 % в 2022 году до 16,5 % в 2050 году и 24 % в 2100 году. При этом доля детей до 15 лет уменьшится с 25 % в 2022 году до 16,5 % в 2100 году.
- Среднемировой суммарный коэффициент рождаемости в мире будет постепенно снижаться в течение XXI века: если в 1963 году он составлял 5,32 рождений на женщину и уменьшился до уровня 2,3 рождений на женщину в 2022 году, то в дальнейшем по прогнозу он снизится до: 2,15 рождений на женщину в 2050 году и 1,84 рождений на женщину в 2100 году. Ожидается, что в конце XXI века рождаемость выше уровня простого воспроизводства населения сохранится только в Вануату в Полинезии и 7 странах Африки южнее Сахары — Нигере, Бенине, Кот-д'Ивуаре, Того, Майотте, Сенегале и Чаде. В 2100 году в Африке родятся 48 % от всех детей, рождённых во всем мире.
- В прогнозе отмечается, что уже по состоянию на 2022 год две трети мирового населения проживают в странах, в которых суммарный коэффициент рождаемости ниже 2,1 рождений на женщину (то есть ниже уровня воспроизводства населения). В Европе, Северной Америке, Азии, Латинской Америке и Карибском бассейне коэффициент рождаемости упал ниже 2 рождений на женщину (в среднем по каждому из этих регионов). Население Азии, Латинской Америки и Карибского бассейна, однако, продолжит расти ещё некоторое время по инерции, в связи с, в среднем, ещё относительно молодым населением.
- Согласно прогнозу население Азии пройдёт максимальное значение в 2055 г. (5,3 млрд), а население Латинской Америки и Карибского бассейна — в 2056 г. (752 млн). После прохождения пиковых значений население этих регионов начнёт сокращаться. Для Азии, Латинской Америки и Карибского бассейна, а также Африки в течение XXI века прогнозируется большое отрицательное сальдо миграции (минус 176 млн чел. за 2022—2100 годы для этих регионов вместе взятых).
- Ожидается, что население Северной Америки, а также Австралии и Океании будет расти в течение всего XXI века, в том числе, за счёт положительного сальдо миграции (за 2022—2100 годы сальдо миграции составит 101 млн чел. для Северной Америки и 11 млн чел. для Австралии и Океании). Прогнозируется, что в Северной Америке миграция станет главной причиной роста населения, а естественный прирост в этом регионе уйдёт в область отрицательных величин с 2042 года.
- Население Европы прошло максимальное значение в 2020 г. (746 млн) и ожидается, что в дальнейшем оно будет уменьшаться, несмотря на то, что в этом регионе убыль населения, из-за его старения и снижения рождаемости, будет частично компенсироваться положительным сальдо миграции (64 млн чел. за 2022—2100 годы).
- Прогнозируется, что между 2020 и 2050 годами население 61 страны уменьшится на 1 % или более. Среди стран с населением не менее полумиллиона человек наибольшая убыль населения (свыше 20 % до 2050 года) предполагается в части посткоммунистических стран Европы — в Литве, Латвии, на Украине, в Болгарии, Сербии и т. д.
- Крупнейшими по населению странами в течение XXI века останутся Индия и Китай. Население Индии и Китая на 1 июля 2022 год составило, соответственно, 1417 и 1426 млн человек, причём ожидается, что в 2023 году Индия обгонит Китай и выйдет на первое место по населению. Прогнозируется, что с 2022 года население Китая начнёт уменьшаться и к концу XXI века составит 781 млн чел., а население Индии будет расти до 2064 года, когда оно достигнет 1,7 млрд чел., но затем также начнёт сокращаться (до 1,5 млрд чел. к 2100 году). Ожидается, что кроме Индии и Китая в первой десятке стран по населению в 2100 году также будут Нигерия (546 млн), Пакистан (487 млн), Конго (432 млн), США (394 млн), Эфиопия (324 млн), Индонезия (297 млн), Танзания (245 млн) и Египет (205 млн). Прогнозируется, что в 2100 году Россия с населением 112 млн чел. останется крупнейшей по населению страной Европы, но займёт лишь 20-е место в мировом рейтинге.

### Прогноз Вашингтонского университета
По данным прогноза Вашингтонского университета, опубликованного в медицинском журнале «The Lancet» 14 июля 2020 года, население мира, достигнет пика в 2064 году и составит около 9,73 миллиарда, а затем снизится до 8,79 миллиарда к 2100 году, что на 2 миллиарда меньше, чем прогноз ООН 2019 года. Разница в цифрах между прогнозами ООН и Вашингтонского университета в значительной степени зависит от уровня рождаемости. Уровень воспроизводства населения (2,1 рождений на одну женщину), необходимого для поддержания численности населения на одном уровне. Прогноз ООН предполагает, что в странах с низкой рождаемостью на сегодняшний момент суммарный коэффициент рождаемости со временем вырастет до 1,8 ребёнка на женщину. Однако данные прогноза Вашингтонского университета показывают, что по мере того, как женщины становятся более образованными и получают доступ к услугам в области репродуктивного здоровья, они в среднем предпочитают иметь менее 1,5 детей, что как следствие ускоряет снижение рождаемости и замедляет рост населения, а затем и ускоряет его снижение. Прогнозируется, что глобальный СКР будет неуклонно снижаться с 2,37 в 2017 году до 1,66 в 2100 году, что намного ниже уровня воспроизводства населения (2,1 рождений на одну женщину), необходимого для поддержания численности населения на одном уровне. Даже незначительные изменения СКР приводят к большим различиям в численности населения между странами мира: увеличение мирового СКР всего на 0,1 рождения на женщину эквивалентно увеличению примерно на 500 миллионов человек населения на планете Земля к 2100 году. Страны в которых прогнозируется сильное снижение рождаемости к 2100 году, это в значительной степени страны которые сейчас имеют очень высокую рождаемость, в основном это страны Африки южнее Сахары, где показатели впервые упадут ниже уровня воспроизводства населения — с 4,6 рождений на женщину в 2017 году до 1,7 к 2100 году. В Нигере, где коэффициент фертильности был самым высоким в мире в 2017 году — женщины рожали в среднем 7 детей — прогнозируется, что к 2100 году этот показатель снизится до 1,8.
По прогнозам к 2050 году в 151 стране, а к 2100 году уже в 183 из 195 стран мира, рождаемость упадёт ниже уровня воспроизводства населения (2,1 рождения на одну женщину), необходимого для поддержания численности населения на одном уровне. Это означает, что в этих странах население будет сокращаться, если низкая рождаемость не будет компенсироваться иммиграцией. Многие из стран с наиболее быстро снижающимся населением будут находиться в Азии, а также в Центральной и Восточной Европе. Ожидается, что численность населения к 2100 году сократится как минимум наполовину в 23 странах мира, включая Японию (примерно со 128 миллионов человек в 2017 году до 60 миллионов в 2100 году), Таиланд (с 71 до 35 миллионов), Испанию (с 46 до 23 миллионов), Италию (с 61 до 31 миллиона), Португалию (с 11 до 5 миллионов) и Южную Корею (с 53 до 27 миллионов). Ожидается, что ещё в 34 странах произойдёт сокращение населения от 25 до 50 %, включая Китай. Население Китая сократится с 1,4 миллиарда человек в 2017 году до 732 миллионов в 2100 году. Тем временем население стран Африки южнее Сахары вырастет втрое с примерно 1,03 миллиарда в 2017 году до 3,07 миллиарда в 2100 году, по мере снижения смертности и увеличения числа женщин, вступающих в репродуктивный возраст. При этом только население одной Нигерии вырастет до 791 миллиона к 2100 году, что сделает её второй по населению страной в мире после Индии, где тогда будет проживать 1,09 миллиарда человек. Население Северной Африки и Ближнего Востока вырастет с 600 миллионов в 2017 году до 978 миллионов в 2100 году. Эти прогнозы предполагают лучшие условия для окружающей среды с меньшим давлением на системы производства продуктов питания и более низкими выбросами углерода, а также значительное увеличение экономически активного населения некоторых частей Африки к югу от Сахары. Однако в большинстве стран мира за пределами Африки будет наблюдаться сокращение рабочей силы и перевёрнутая пирамида населения, что будет иметь серьёзные долгосрочные негативные последствия для их экономик. В прогнозе сделан вывод, что для стран с высоким уровнем доходов и с низкой рождаемостью лучшими решениями для поддержания численности населения и экономического роста будут гибкая иммиграционная политика и социальная поддержка семей, которые хотят детей. Однако перед лицом сокращения численности населения существует реальная опасность того, что некоторые страны могут рассмотреть политику, ограничивающую доступ к услугам в области репродуктивного здоровья, с потенциально разрушительными последствиями. Совершенно необходимо, чтобы свобода и права женщин стояли на первом месте в повестке дня каждого правительства в области развития. Системы социальных услуг и здравоохранения необходимо будет перестроить, чтобы приспособить их к работе с гораздо большим количеством пожилых людей.
Согласно прогнозу, по мере снижения рождаемости и увеличения продолжительности жизни во всём мире количество детей в возрасте до 5 лет, по прогнозам, сократится на 41 % с 681 миллиона в 2017 году до 401 миллиона в 2100 году. К тому времени 2,37 миллиарда человек, то есть более четверти мирового населения, будет старше 65 лет и только 1,70 миллиарда человек моложе 20 лет. Число тех, кому за 80 лет, вырастет в шесть раз, с примерно 140 миллионов сегодня до 866 миллионов к концу XXI века. Аналогичным образом, глобальное соотношение людей старше 80 лет на каждого человека в возрасте 15 лет и младше, по прогнозам, вырастет с 0,16 в 2017 году до 1,50 в 2100 году. Кроме того, глобальное соотношение неработающих взрослых к работающим составляло около 0,8 в 2017 году, но, по прогнозам, увеличится до 1,16 в 2100 году, если участие в рабочей силе по возрасту и полу не изменится. Резкое сокращение численности и доли населения трудоспособного возраста также создаст огромные проблемы для многих стран мира. Экономикам стран будет сложнее расти с меньшим количеством рабочих и налогоплательщиков, а также создавать богатство, увеличивать расходы на социальную поддержку и медицинское обслуживание пожилых людей. Например, число людей трудоспособного возраста в Китае резко сократится с 950 миллионов в 2017 году до 357 миллионов в 2100 (сокращение на 62 %). Прогнозируется, что спад в Индии будет менее резким — с 762 до 578 миллионов. Напротив, страны Африки южнее Сахары, вероятно, будут иметь самую молодую и соответственно самую экономически активная рабочую силу на планете Земля. В Нигерии, например, экономически активная рабочая сила увеличится с 86 миллионов в 2017 году до 458 миллионов в 2100 году, что, при правильном управлении, будет способствовать быстрому экономическому росту Нигерии, и повышению уровня жизни его населения.
Эти «тектонические» сдвиги также изменят иерархию с точки зрения экономического влияния. По прогнозу, к 2050 году ВВП Китая превысит ВВП Соединённых Штатов, но к 2100 году он вернётся на второе место, так как ожидается, что США вернут себе первое место к 2098 году, если иммиграция продолжит поддерживать рост рабочей силы США. ВВП Индии вырастет и займёт третье место, а Франция, Германия, Япония и Великобритания останутся в числе 10 крупнейших экономик мира. По прогнозам, Бразилия опустится в рейтинге с 8-го на 13-е, а Россия — с 10-го на 14-е место. Тем временем Италия и Испания опустятся в рейтинге с 15-го на 25-е и 28-е места соответственно. Индонезия может стать 12-й по величине экономикой в мире, в то время как Нигерия, которая в настоящее время занимает 28-е место, по прогнозам, войдёт в первую десятку стран мира по ВВП.
По данным прогноза также предполагается, что сокращение численности населения может быть компенсировано иммиграцией, поскольку страны, которые продвигают либеральную иммиграцию, могут лучше поддерживать размер своего населения и поддерживать экономический рост даже в условиях снижения уровня рождаемости. По данным прогноза, некоторые страны с рождаемостью ниже уровня воспроизводства населения, такие как США, Австралия и Канада, вероятно, сохранят своё экономически активное население трудоспособного возраста за счёт чистой иммиграции. Хотя в прогнозе отмечается, что существует значительная неопределённость в отношении этих будущих тенденций. Авторы прогноза отмечают некоторые важные ограничения, в том числе то, что, хотя в исследовании используются наилучшие доступные данные, прогнозы ограничиваются количеством и качеством данных за прошлые эпохи. Они также отмечают, что прошлые тенденции не всегда позволяют предсказать, что произойдёт в будущем, и что некоторые факторы, не включённые в модель, могут изменить темпы рождаемости, смертности или миграции. Например, пандемия COVID-19 затронула местные и национальные системы здравоохранения по всему миру и вызвала множество смертей. Однако авторы прогноза полагают, что увеличение количества смертей, вызванных пандемией, вряд ли существенно повлияет на долгосрочные тенденции прогнозирования численности населения мира. В конечном итоге, если прогноз окажется хотя бы наполовину точным, миграция со временем станет необходимостью для всех стран мира, а не вариантом. Так, как распределение населения трудоспособного возраста будет иметь решающее значение для того, будет ли человечество процветать или увядать.